# Kapers (plante)
Kapersplanten (Capparis spinosa) er en lille busk med grågrønne blade og hvide til lyserøde blomster. De syltede blomsterknopper bruges som garniture under navnet kapers. Planten dyrkes først og fremmest i Spanien, Marokko og Tyrkiet, men vokser vildt fra Portugal østpå gennem hele middelhavsområdet til det vestlige Tibet og Indien.

## Kapers
Kapers er de uåbnede blomsterknopper. De lægges i en vineddikelage og spises bl.a. til tatar, wienerschnitzel,  smørrebrød og pariserbøf.
Kapers er kategoriseret og solgt efter størrelse. De mindste er mest eftertragtede. Kategorierne er:
- non-pareil (0-7 mm)
- surfines (7-8 mm)
- capucines (8-9 mm)
- capotes (9-11 mm)
- fines (11-13 mm)
- grusas (14+ mm)

## Kendetegn
Kapersplanten er en lille busk med en krybende til opstigende vækst. Skuddene er glatte og svagt rødfarvede med ca. 1 cm lange torne. Bladene er spredtstillede, hele og ovale med hel rand. Begge bladsider er grågrønne. Blomstringen foregår i hele perioden fra det tidlige forår og indtil efteråret, hvor man finder blomsterne samlet i små endestillede stande. De enkelte blomster er regelmæssige og 4-tallige med hvide til svagt lyserøde eller violette kronblade. Frugterne er kapsler  med mange frø.
Rodsystemet er kraftigt udviklet og når både dybt ned og vidt omkring. Planten har mykorrhiza-samliv med flere svampe, og man har fundet kvælstofsamlende bakterier i jorden tæt omkring rødderne.
Planten når en højde på ca. 50 cm, mens bredden kan blive over 100 cm.

## Hjemsted
Kapersplanten har et stort udbredelsesområde, som strækker sig fra Middelhavsområdet og Østafrika til Madagaskar, og fra Mellemøsten over Centralasien til Sydøstasien, Australien og flere af øgrupperne i Stillehavet. Det står dog hen, hvor plantens oprindelige hjemsted er, da den har været dyrket i århundreder.
I Çukorova-området (tidligere: Kilikien) i det sydlige Tyrkiet, nær Adana, findes arten i en maki på næringsfattig, men kalkholdig, leret bund sammen med bl.a. alm. alpeviol, bredbladet stenved, Cistus creticus (en art af soløjetræ), Daphne sericea, duskhyacint, Ephedra campylopoda (en art af ledris), gul løg, høstaffodil, håret torngyvel, korngladiolus, mastikstræ, Rhamnus oleoides (en art af korsved), oliven, skarpbladet asparges, terpentintræ og Teucrium polium en art af kortlæbe)

## Historiske fund
Forbrug af kapers og Kapersbær er dokumenteret tilbage til mellem 18000 og 17000 år siden ved arkæologiske udgravninger (Wadi Kubbaniya, vest for Nilen, Øvre Egypten) . Forhistoriske rester af vilde kapersbær blev også fundet fra udgravninger i det sydvestlige Iran og i Irak (Tigris) og dateret til 6000 f.Kr. . Også rester af kapersfrø blev fundet fra forskellige arkæologiske steder og dateret til 9000-8000 f.Kr. ; . En Bronze alder krukke med carboniserede blomsterknopper og umodne frugter blev fundet hos Tell es Sweyhat (Syrien) og dokumenterer forbruget af syltede kaspers helt tilbage i bronzealderen .
Kapersbusken blev udnyttet af antikke grækere, hebreere og romere. Frugten blev anset som forebyggende for luft i maven . I Bibelsk tid anså man at modne kapersbær havde afrodisiaksiske egenskaber;  det hebraiske ord aviyyonah (אֲבִיּוֹנָה) for kapersbær er tæt knyttet til den hebraiske rod אבה (avah), hvilket betyder "ønske" . Ordet forekommer i Bibelen, i Prædikerens Bog i vers 12:5.

## Galleri
|  |  |  |  |